# 117329 Спенсер
117329 Спенсер (117329 Spencer) — астероїд головного поясу, відкритий 9 грудня 2004 року.
Тіссеранів параметр щодо Юпітера — 3,478.